# Penarungan
Penarungan is een bestuurslaag in het regentschap Badung van de provincie Bali, Indonesië. Penarungan telt 6437 inwoners (volkstelling 2010).